# Thank You
"Thank You" je bio drugi singl britanske pjevačice Dido s njenog prvog albuma No Angel, objavljenog u lipnju 2001. godine, ujedno i najveći hit s albuma. "Thank You" je jedna od rijetkih pjesama koje su postale hit nakon semplanja. Uzeti (semplani) dio iz "Thank You" nalazi se u Eminemovoj pjesmi "Stan", a sempl zahvaća samo prvi stih pjesme prije refrena.
Dido u ovoj pjesmi opisuje sebe i svog zaručnika Boba Pagea, s kojim se rastala 2002. nakon sedam godina veze. Također njihov rastanak opisuje i u pjesmi "White Flag", na njenom drugom albumu Life for Rent.

## Pozicije na ljestvicama
"Thank You" je dosegla najveću poziciju kao broj tri na Billboardovoj Hot 100 ljestvici. Na ljestvici u Velikoj Britaniji "Thank You" je također dosegla treće mjesto, postajući tako njen drugi top singl, ali ovog puta u Velikoj Britaniji. Bio je to njen najbolje plasirani singl, sve dok nije objavljen "White Flag".

## Spot
Dido u spotu ne plaća račune, i ljudi iz javne uprave dolaze joj srušiti kuću. Prikazano je kako joj radnici odnose stvari iz kuće, a za to vrijeme Dido se nezainteresirano nosi s činjenicom da joj je kuća barikadirana i jednostavno pjevuši. Pri kraju spota, izlazi van iz kuće i prisiljena je uzeti svoj ruksak i kofer. Na kraju kuća biva potpuno uništena, jer je bila izgrađena prije nastanka velikog grada na tom području (njezin dom nalazio se između dvije ogromne zgrade).

## Ljestvice
| Ljestvica (2001.)                        | Pozicija |
| ---------------------------------------- | -------- |
| Ujedinjeni svijet                        | 3        |
| Argentina                                | 7        |
| Brazil                                   | 1        |
| Kanada                                   | 10       |
| Nizozemska                               | 19       |
| Francuska                                | 30       |
| Grčka                                    | 8        |
| Filipini                                 | 1        |
| Portugal                                 | 6        |
| Rusija                                   | 1        |
| Španjolska                               | 17       |
| Švicarska                                | 18       |
| VB Singl pozicija                        | 3        |
| SAD Billboard Hot 100\|Billboard Hot 100 | 3        |
| SAD Billboard Hot Dance Club Play        | 1        |
| SAD Billboard Adult Contemporary         | 1        |

## Pjesme

### 1 Track Promo Single
1. "Thank You" (Album Version)

### Maxi-Single
1. "Thank You" (Album Version)
2. "Thank You" (Deep Dish Not Elton Vocal)
3. "Thank You" (Skinny Mix)

### Enhanced Single
1. "Thank You" (Album Version)
2. "Thank You" (Deep Dish Not Elton Vocal Radio Edit)
3. "Thank You" (Skinny Mix)
4. "Thank You" (CD-Rom Video)

## Vanjske poveznice
- Stihovi pjesme "Thank You"  Arhivirana inačica izvorne stranice od 6. travnja 2008. (Wayback Machine)